# Где је Авељ, брат твој
„Где је Авељ, брат твој“ је југословенски филм из 1966. године. Режирао га је Љубомир Радичевић, а сценарио је писао Јули Едлис.

## Улоге
| Глумац          | Улога |
| --------------- | ----- |
| Предраг Лаковић |       |
| Воја Мирић      |       |